# TCP Port Service Multiplexer
Le service de multiplexage de port TCP (TCPMUX) est un protocole internet défini dans la RFC 1078 et catégorisé comme « Historique » dans la RFC 7805 à cause de son manque d'utilisation et des potentielles dérives quant à son utilisation (voir Sécurité). Ce protocole permet d'accéder à un autre protocole internet (HTTP, FTP, ...) en utilisant son nom au lieu de son numéro de port assigné.

## Sécurité
L'utilisation de TCPMUX permet à un pirate de savoir facilement quels services tournent sur un serveur avec la commande "HELP". L'effet obtenu est similaire au balayage de port mais est plus rapide et rend plus difficile de déterminer si le serveur subit un début d'attaque. Cependant le serveur peut tout à fait ne rien répondre voir omettre des services acceptés. Il permet également d'héberger des services accessibles uniquement en passant par TCPMUX.

## Spécifications du protocole
Le client se connecte sur le serveur TCPMUX en utilisant le port 1. Ensuite il envoie directement le nom du service demandé suivi d'un CRLF (retour chariot/saut de ligne, ce qui est saisi par la touche entrée). Le serveur répond ensuite soit par un "+" ou un "-" suivi immédiatement d'une description du service puis d'un CRLF. Si la réponse est positive le protocole demandé commence immédiatement dans la même connexion. Sinon elle est immédiatement fermée.

### Service HELP
Le nom de service HELP est un nom réservé. Le serveur renvoie alors la liste des services disponibles séparés par des CRLF puis ferme la connexion.

### Exemple de dialogue
Messages du serveur en gras. Messages du client en souligné.
Connexion du client au serveur (ici un client de messagerie)
HELP
SMTP<CRLF>POP3<CRLF>IMAP
Déconnexion initiée par le serveur
Reconnexion du client au serveur
IMAP
+IMAP est un service de consultation des mail qui au contraire de POP3 gère les répertoires<CRLF>
Passage au protocole IMAP